# Ermir Lenjani
Ermir Lenjani (Gjilan, 5 augustus 1989) is een Albanees-Kosovaars-Zwitsers voetballer die doorgaans speelt als linksback. In januari 2024 tekende hij voor FC Schaffhausen. Lenjani maakte in 2013 zijn debuut in het Albanees voetbalelftal, waarmee hij deelnam aan het EK 2016.

## Clubcarrière
Lenjani speelde in de jeugdopleiding van FC Winterthur. Voor die club maakte hij in het seizoen 2008/09 ook zijn debuut, toen met 3–0 verloren werd op bezoek bij FC Schaffhausen. Hij mocht in de vijftigste minuut invallen. Op 8 maart 2009 speelde Winterthur op bezoek bij FC Thun. Na dertig minuten kwamen de bezoekers op achterstand en vijf minuten later viel Lenjani in. De Albanees tekende in de vijftigste minuut voor de 1–1 en uiteindelijk kopte hij drie minuten voor het einde van de wedstrijd de laatste treffer van het duel binnen, waarmee hij de stand besliste op 2–4. Voor de eerste helft van het seizoen 2010/11 werd Lenjani gehuurd door Grasshoppers. Voor Grasshoppers zou de linksbuiten uiteindelijk tot zes competitieoptredens komen. Na zijn terugkeer naar Winterthur speelde hij daar nog twee jaar.
In december 2012 werd hij voor circa honderdduizend euro overgenomten door St. Gallen, waar hij een contract tekende tot medio 2015. Voor St. Gallen speelde hij achtenveertig wedstrijden in de Super League. In januari 2015 liet hij zijn vaderland achter zich, toen hij tekende voor Stade Rennais, tot medio 2017. Voor het seizoen 2015/16 werd Lenjani op huurbasis overgenomen door FC Nantes. Voor die club kwam de Albanese verdediger uiteindelijk tot twintig wedstrijden in de Ligue 1, waarin hij één doelpunt maakte. Nantes besloot na dit seizoen om Lenjani niet definitief over te nemen. Na zijn terugkeer in Rennais kwam hij weinig in actie en medio 2017 verliep zijn verbintenis. Hierop tekende hij voor drie jaar bij FC Sion. Op 20 maart werd hij daar samen met acht teamgenoten ontslagen na de uitbraak van het coronavirus in Zwitserland. Deze spelers waren namelijk niet snel genoeg akkoord gegaan met een door de voorzitter opgelegde salarisverlaging. Zes maanden later vond Lenjani een nieuwe werkgever in Grasshoppers, waar hij eerder in 2010 al op huurbasis had gespeeld. Na het aflopen van zijn contract medio 2022 tekende hij voor Ümraniyespor. Na een seizoen vertrok Lenjani hier en hierop zat hij een half jaar zonder club. FC Schaffhausen contracteerde hem in januari 2024.

## Clubstatistieken
| Seizoen | Club           | Competitie       | Competitie       | Competitie | Beker | Beker | Internationaal | Internationaal | Totaal | Totaal |   |
| Seizoen | Club           | Competitie       | Wed.             | Dlp.       | Wed.  | Dlp.  | Wed.           | Dlp.           | Wed.   | Dlp.   |   |
| ------- | -------------- | ---------------- | ---------------- | ---------- | ----- | ----- | -------------- | -------------- | ------ | ------ | - |
| 2008/09 | FC Winterthur  | Challenge League | 12               | 3          | 0     | 0     | —              | —              | 12     | 3      |   |
| 2009/10 | FC Winterthur  | Challenge League | 29               | 6          | 1     | 0     | —              | —              | 30     | 6      |   |
| 2010/11 | → Grasshoppers | Challenge League | 6                | 0          | 1     | 2     | —              | —              | 7      | 2      |   |
| 2010/11 | FC Winterthur  | Challenge League | 14               | 4          | 0     | 0     | —              | —              | 14     | 4      |   |
| 2011/12 | FC Winterthur  | Challenge League | 25               | 2          | 5     | 0     | —              | —              | 30     | 2      |   |
| 2012/13 | FC Winterthur  | Challenge League | 16               | 2          | 2     | 0     | —              | —              | 18     | 2      |   |
| 2012/13 | St. Gallen     | Super League     | 7                | 0          | 0     | 0     | —              | —              | 7      | 0      |   |
| 2013/14 | St. Gallen     | Super League     | 29               | 2          | 4     | 2     | 8              | 0              | 41     | 4      |   |
| 2014/15 | St. Gallen     | Super League     | 12               | 0          | 2     | 0     | —              | —              | 14     | 0      |   |
| 2014/15 | Stade Rennais  | Ligue 1          | 3                | 0          | 2     | 0     | —              | —              | 5      | 0      |   |
| 2015/16 | Stade Rennais  | Ligue 1          | 1                | 0          | 0     | 0     | —              | —              | 1      | 0      |   |
| 2015/16 | → FC Nantes    | Ligue 1          | 20               | 1          | 3     | 0     | —              | —              | 23     | 1      |   |
| 2016/17 | Stade Rennais  | Ligue 1          | 2                | 0          | 1     | 0     | —              | —              | 3      | 0      |   |
| 2017/18 | FC Sion        | Super League     | 29               | 2          | 1     | 0     | —              | —              | 30     | 2      |   |
| 2018/19 | FC Sion        | Super League     | 25               | 6          | 3     | 0     | —              | —              | 28     | 6      |   |
| 2019/20 | FC Sion        | Super League     | 22               | 5          | 2     | 0     | —              | —              | 24     | 5      |   |
| 2020/21 | Grasshoppers   | Challenge League | 32               | 0          | 0     | 0     | —              | —              | 32     | 0      |   |
| 2021/22 | Grasshoppers   | Super League     | 29               | 0          | 1     | 0     | —              | —              | 30     | 0      |   |
| 2022/23 | Ümraniyespor   | Süper Lig        | 18               | 0          | 3     | 0     | —              | —              | 21     | 0      |   |
| 2023/24 | Ümraniyespor   | FC Schaffhausen  | Challenge League | 3          | 0     | 0     | 0              | —              | —      | 3      | 0 |
| 2024/25 | 28             | FC Schaffhausen  | Challenge League | 0          | 3     | 0     | —              | —              | 31     | 0      |   |
| Totaal  | Totaal         | Totaal           | 362              | 33         | 34    | 4     | 8              | 0              | 404    | 37     |   |

Bijgewerkt op 9 juli 2025.

## Interlandcarrière
Lenjani maakte zijn debuut in het Albanees voetbalelftal op 15 november 2013, toen met 0–0 gelijkgespeeld werd tegen Wit-Rusland. Hij mocht van bondscoach Gianni De Biasi in de basis beginnen. Hij speelde eenentachtig minuten mee in het duel, voor hij vervangen werd door Elseid Hysaj. De verdediger speelde op 11 oktober 2014 zijn vijfde interland voor Albanië. Hij mocht in de basis beginnen tegen Denemarken en na achtendertig minuten opende Lenjani de score. De voorsprong voor de Albanezen zou standhouden tot de eenentachtigste minuut, toen Lasse Vibe voor de gelijkmaker tekende.
Met Albanië nam Lenjani in juni 2016 deel aan het Europees kampioenschap voetbal 2016. Albanië werd in de groepsfase uitgeschakeld, nadat het in Groep A op de derde plek eindigde achter Frankrijk en Zwitserland. Lenjani kwam op het EK in alle drie de duels van de Albanezen in actie. Tegen zowel Zwitserland als Frankrijk speelde hij het gehele duel mee. Tegen Roemenië werd hij dertien minuten voor het einde van de wedstrijd gewisseld voor Odise Roshi. Zijn toenmalige teamgenoten Lorik Cana (eveneens Albanië) en Kolbeinn Sigþórsson (IJsland) deden ook mee aan het EK.
| Interlands van Ermir Lenjani voor Albanië | Interlands van Ermir Lenjani voor Albanië | Interlands van Ermir Lenjani voor Albanië | Interlands van Ermir Lenjani voor Albanië | Interlands van Ermir Lenjani voor Albanië | Interlands van Ermir Lenjani voor Albanië | Interlands van Ermir Lenjani voor Albanië |
| №                                         | Datum                                     | Wedstrijd                                 | Uitslag                                   | Competitie                                | Goals                                     |                                           |
| Als speler bij St. Gallen                 | Als speler bij St. Gallen                 | Als speler bij St. Gallen                 | Als speler bij St. Gallen                 | Als speler bij St. Gallen                 | Als speler bij St. Gallen                 | Als speler bij St. Gallen                 |
| ----------------------------------------- | ----------------------------------------- | ----------------------------------------- | ----------------------------------------- | ----------------------------------------- | ----------------------------------------- | ----------------------------------------- |
| 1                                         | 15 november 2013                          | Albanië – Wit-Rusland                     | 0 – 0                                     | Vriendschappelijk                         |                                           |                                           |
| 2                                         | 31 mei 2014                               | Albanië – Roemenië                        | 0 – 1                                     | Vriendschappelijk                         |                                           |                                           |
| 3                                         | 4 juni 2014                               | Hongarije – Albanië                       | 1 – 0                                     | Vriendschappelijk                         |                                           |                                           |
| 4                                         | 7 september 2014                          | Portugal – Albanië                        | 0 – 1                                     | EK 2016 kwalificatie                      |                                           |                                           |
| 5                                         | 11 oktober 2014                           | Albanië – Denemarken                      | 1 – 1                                     | EK 2016 kwalificatie                      | 38'                                       |                                           |
| 6                                         | 14 oktober 2014                           | Servië – Albanië                          | 0 – 3                                     | EK 2016 kwalificatie                      |                                           |                                           |
| 7                                         | 14 november 2014                          | Frankrijk – Albanië                       | 1 – 1                                     | Vriendschappelijk                         |                                           |                                           |
| 8                                         | 18 november 2014                          | Italië – Albanië                          | 1 – 0                                     | Vriendschappelijk                         |                                           |                                           |
| 9                                         | 29 maart 2015                             | Albanië – Armenië                         | 2 – 1                                     | EK 2016 kwalificatie                      |                                           |                                           |
| 10                                        | 13 juni 2015                              | Albanië – Frankrijk                       | 1 – 0                                     | Vriendschappelijk                         |                                           |                                           |
| Als speler bij FC Nantes                  |                                           |                                           |                                           |                                           |                                           |                                           |
| 11                                        | 4 september 2015                          | Denemarken – Albanië                      | 0 – 0                                     | EK 2016 kwalificatie                      |                                           |                                           |
| 12                                        | 7 september 2015                          | Albanië – Portugal                        | 0 – 1                                     | EK 2016 kwalificatie                      |                                           |                                           |
| 13                                        | 8 oktober 2015                            | Albanië – Servië                          | 0 – 2                                     | EK 2016 kwalificatie                      |                                           |                                           |
| 14                                        | 13 november 2015                          | Kosovo – Albanië                          | 2 – 2                                     | Vriendschappelijk                         |                                           |                                           |
| 15                                        | 16 november 2015                          | Albanië – Georgië                         | 2 – 2                                     | Vriendschappelijk                         |                                           |                                           |
| 16                                        | 26 maart 2016                             | Oostenrijk – Albanië                      | 2 – 1                                     | Vriendschappelijk                         | 47'                                       |                                           |
| 17                                        | 29 maart 2016                             | Luxemburg – Albanië                       | 0 – 2                                     | Vriendschappelijk                         |                                           |                                           |
| 18                                        | 29 mei 2016                               | Albanië – Qatar                           | 3 – 1                                     | Vriendschappelijk                         | 40'                                       |                                           |
| 19                                        | 3 juni 2016                               | Albanië – Oekraïne                        | 1 – 3                                     | Vriendschappelijk                         |                                           |                                           |
| 20                                        | 11 juni 2016                              | Albanië – Zwitserland                     | 0 – 1                                     | EK 2016                                   |                                           |                                           |
| 21                                        | 15 juni 2016                              | Frankrijk – Albanië                       | 2 – 0                                     | EK 2016                                   |                                           |                                           |
| 22                                        | 19 juni 2016                              | Roemenië – Albanië                        | 0 – 1                                     | EK 2016                                   |                                           |                                           |
| Als speler bij Stade Rennais              |                                           |                                           |                                           |                                           |                                           |                                           |
| 23                                        | 31 augustus 2016                          | Albanië – Marokko                         | 0 – 0                                     | Vriendschappelijk                         |                                           |                                           |
| 24                                        | 9 oktober 2016                            | Albanië – Spanje                          | 0 – 2                                     | WK 2018 kwalificatie                      |                                           |                                           |
| 25                                        | 4 juni 2017                               | Luxemburg – Albanië                       | 2 – 1                                     | Vriendschappelijk                         |                                           |                                           |
| Als speler bij FC Sion                    |                                           |                                           |                                           |                                           |                                           |                                           |
| 26                                        | 13 november 2017                          | Turkije – Albanië                         | 2 – 3                                     | Vriendschappelijk                         |                                           |                                           |
| 27                                        | 3 juni 2018                               | Albanië – Oekraïne                        | 1 – 4                                     | Vriendschappelijk                         |                                           |                                           |
| 28                                        | 10 oktober 2018                           | Albanië – Jordanië                        | 0 – 0                                     | Vriendschappelijk                         |                                           |                                           |
| 29                                        | 8 juni 2019                               | IJsland – Albanië                         | 1 – 0                                     | EK 2020 kwalificatie                      |                                           |                                           |
| 30                                        | 11 juni 2019                              | Albanië – Moldavië                        | 2 – 0                                     | EK 2020 kwalificatie                      |                                           |                                           |
| 31                                        | 10 september 2019                         | Albanië – IJsland                         | 4 – 2                                     | EK 2020 kwalificatie                      |                                           |                                           |
| 32                                        | 11 oktober 2019                           | Turkije – Albanië                         | 1 – 0                                     | EK 2020 kwalificatie                      |                                           |                                           |
| 33                                        | 17 november 2019                          | Albanië – Frankrijk                       | 0 – 2                                     | EK 2020 kwalificatie                      |                                           |                                           |
| Als speler bij Grasshoppers               |                                           |                                           |                                           |                                           |                                           |                                           |
| 34                                        | 14 oktober 2020                           | Litouwen – Albanië                        | 0 – 0                                     | Nations League 2020/21                    |                                           |                                           |
| 35                                        | 25 maart 2021                             | Andorra – Albanië                         | 0 – 1                                     | WK 2022 kwalificatie                      | 41'                                       |                                           |
| 36                                        | 28 maart 2021                             | Albanië – Engeland                        | 0 – 2                                     | WK 2022 kwalificatie                      |                                           |                                           |
| 37                                        | 31 maart 2021                             | San Marino – Albanië                      | 0 – 2                                     | WK 2022 kwalificatie                      |                                           |                                           |
| 38                                        | 5 juni 2021                               | Wales – Albanië                           | 0 – 0                                     | Vriendschappelijk                         |                                           |                                           |
| 39                                        | 8 juni 2021                               | Tsjechië – Albanië                        | 3 – 1                                     | Vriendschappelijk                         |                                           |                                           |
| 40                                        | 12 oktober 2021                           | Albanië – Polen                           | 0 – 1                                     | WK 2022 kwalificatie                      |                                           |                                           |
| 41                                        | 15 november 2021                          | Albanië – Andorra                         | 1 – 0                                     | WK 2022 kwalificatie                      |                                           |                                           |
| 42                                        | 29 maart 2022                             | Albanië – Georgië                         | 0 – 0                                     | Vriendschappelijk                         |                                           |                                           |
| Als speler bij Ümraniyespor               |                                           |                                           |                                           |                                           |                                           |                                           |
| 43                                        | 27 september 2022                         | Albanië – IJsland                         | 1 – 1                                     | Nations League 2022/23                    | 38'                                       |                                           |
| 44                                        | 16 november 2022                          | Albanië – Italië                          | 1 – 3                                     | Vriendschappelijk                         |                                           |                                           |
| 45                                        | 19 november 2022                          | Albanië – Armenië                         | 2 – 0                                     | Vriendschappelijk                         |                                           |                                           |

Bijgewerkt op 9 juli 2025.